# Amourricho van Axel Dongen
Amourricho Jahvairo Déshauntino van Axel Dongen, genannt Amourricho van Axel Dongen (* 29. September 2004 in Almere) ist ein niederländisch-surinamischer Fußballspieler, der aktuell als Leihspieler von Ajax Amsterdam beim SC Heerenveen spielt.

## Karriere

### Verein
Axel Dongen begann seine fußballerische Karriere bei der AVV Zeeburgia, wo er bis 2012 aktiv war. Im Alter von sieben Jahren wechselte er zur OSV Amsterdam und nur ein Jahr später in die berühmte Jugendakademie von Ajax Amsterdam. 2019/20 kam er zu seinen ersten Einsätzen für die U17 des Vereins und stand außerdem schon im Alter von 19 Jahren im Kader der Youth League für U19-Teams. In der Saison 2020/21 lief er bislang sowohl für die U17 und U18, als auch schon für die U19 auf. Am 7. Mai 2021 (37. Spieltag) debütierte er für die zweite Mannschaft, Jong Ajax, als er gegen die BV De Graafschap in der Startelf stand. Bereits bei seinem zweiten Einsatz, am letzten Spieltag schoss er die 1:0-Führung bei einem 2:1-Sieg gegen den SC Telstar. Zur Spielzeit 2021/22 unterschrieb er einen Profivertrag bei Jong Ajax. In der Ajax-Akademie gewann er 2021 die Abdelhak Nouri-Trofee und wurde somit zum besten Talent der Akademie des Jahres gekürt.
Zur Saison 2025/26 wurde er an den SC Heerenveen verliehen.

### Nationalmannschaft
Axel Dongen lief dreimal für die U16 der Niederlande auf, wobei er ein Tor schoss.